# Nepeta foliosa
Nepeta foliosa là một loài thực vật có hoa trong họ Hoa môi. Loài này được Moris mô tả khoa học đầu tiên năm 1829.